# Binibottle

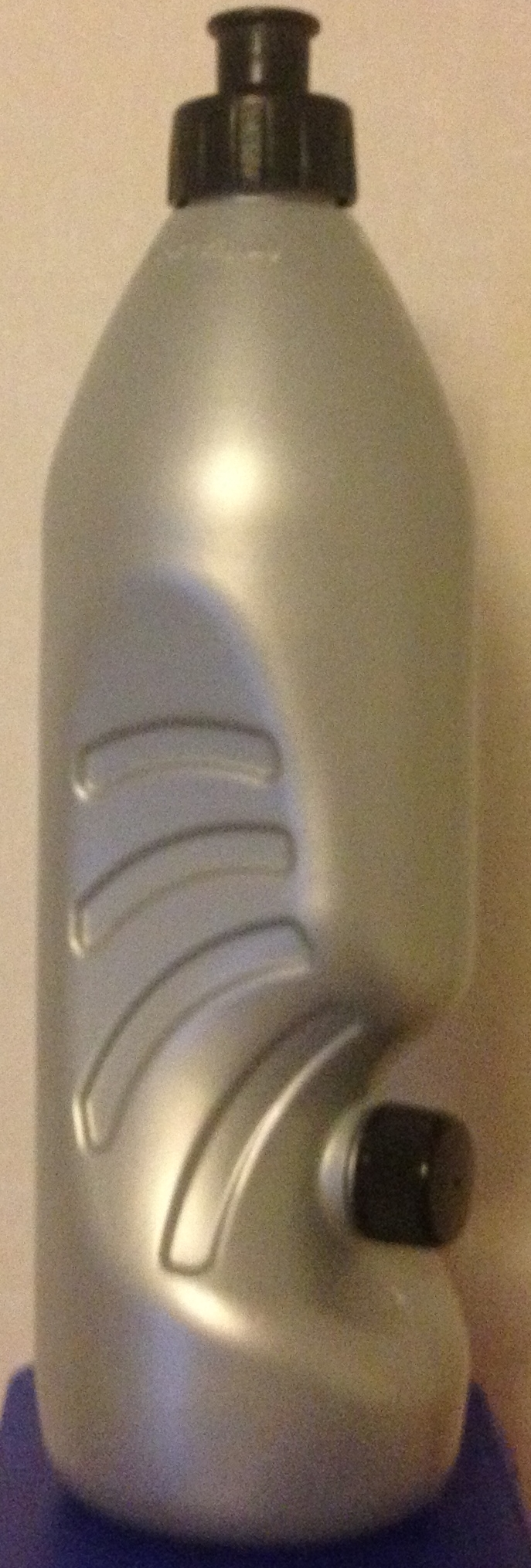
Binibottle.

En binibottle är en flaska med två påfyllningsmöjligheter. Den har två öppningar, en längst upp på traditionellt ställe och även en på sidan. De två hålen på flaskan underlättar påfyllning i trånga utrymmen.
Den uppfanns av Anna Axelsson, en 15-årig volleybollspelare och var 2006 ett vinnande bidrag i uppfinningstävlingen Finn upp.
Flaskan tillverkades under många år vid Emballators fabrik i Mellerud.